# تپه رمضان
تپه رمضان در شهرستان بروجرد، بخش مرکزی، روستای بردبل واقع شده و این اثر در تاریخ ۱۲ بهمن ۱۳۸۱ با شمارهٔ ثبت ۷۱۳۵ به‌عنوان یکی از آثار ملی ایران به ثبت رسیده است.